# Vereniging Inheemse Dorpshoofden Suriname
De Vereniging Inheemse Dorpshoofden Suriname (VIDS) is een organisatie van dorpshoofden die de belangen behartigt van inheemse Surinamers. De organisatie is opgericht in 1992. De belangrijkste doelen van VIDS zijn het verkrijgen van collectieve grondrechten en de traditionele gezagsstructuren van de inheemse bevolking te versterken. Een medestrever voor vergelijkbare rechten in het binnenland, maar dan voor marrons,  vormt KAMPOS. 

## Geschiedenis oprichting
De VIDS komt samen met de organisatie Organisatie van Inheemsen in Suriname (OIS) voort uit de Raad van Acht, de politieke afscheiding van de Inheemse Tucajana Amazones. 
Deze  raad was opgesteld ten tijde van de binnenlandse oorlog in Suriname van 1986-1992.
In 1986 ontstond er een strijd tussen het Nationaal Leger onder leiding van Desi Bouterse en een groep Marrons onder leiding van zijn voormalige lijfwacht, Ronnie Brunswijk. Tijdens deze binnenlandse oorlog hebben verschillende partijen tegen elkaar gevochten, te weten het Nationaal Leger van Bouterse,  tegen het Jungle Commando van Brunswijk. Vanaf 1989 vochten de  Inheemse Tucajana Amazones mee aan de kant van Bouterse. De reden dat de Tucajana Amazones werden opgericht is dat er in de politiek ten tijde van de oorlog enkel over verbetering van posities van Marrons gesproken werd en niet over de gehele Inheemse bevolking. De Tucajana Amazones bestond uit twee takken, namelijk een politieke en een militaire tak. Er ontstonden scheve machtsverhoudingen tussen de leiders van beide takken wat resulteerde in het uiteen vallen van de organisatie.
Nadat regering-Venetiaan in 1992 vrede sloot met de Tucajana Amazones en het leger van Brunswijk, werd de raad van Acht onderverdeeld in de VIDS en OIS. De binnenlandse oorlog en de verwoestingen die die met zich meebracht waren dus de aanleiding voor het instellen van beide organisaties.

## Organisatie
VIDS is de overkoepelende vereniging van dorpshoofden, waarvan ieder Inheems dorpshoofd lid is. Het dorpsgezag in Suriname bestaat uit een dorpshoofd en assistenten, basja, genoemd. De dorpshoofden binnen Inheemse gemeenschappen staan bovenaan de ladder. Zij zijn dus mede met de gemeenschap bepalend voor beslissingen omtrent een dorp.
Tijdens de vierde VIDS-conferentie in Powakka in 2001 werd aanbevolen om een officiële organisatie op te richten. Deze werd op 17 mei 2022 ingeschreven bij de KKF al Stichting Bureau VIDS. Dit bureau staat in dienst van de dorpshoofden en helpt hen bij diverse juridische kwesties. VIDS richt zich op sterk leiderschap binnen de diverse dorpsbesturen en Stichting Bureau VIDS richt zich op de juridische kant van het verkrijgen van grondenrechten.
Sinds december 2012 was Lesley Artist voorzitter van de organisatie. Hij werd in 2017 opgevolgd door Theo Jubitana. Na zijn dood werd hij in 2022 opgevolgd door Muriël Fernandes.

## Doel
Na de binnenlandse oorlog was de gezagsstructuur binnen de dorpen aangetast. VIDS streefde direct na hun oprichting ernaar om de dorpsbesturen te herstellen en de dorpshoofden bewuster te maken van hun rechten als Inheemsen. Dit doen zij door het organiseren van trainingen en houden van bijeenkomsten. Naast het investeren in de interne structuur, streeft VIDS met name aan de ene kant in de gelijkwaardige toegang tot collectieve goederen die de staat aanbiedt. Denk hierbij aan onderwijs en gezondheidszorg. Aan de andere kant strijdt zij voor medezeggenschap over de grond waarop de Inheemsen wonen, zodat zij hun levensbehoeften kunnen uitoefenen en bezwaar kunnen maken tegen elke vorm van exploitatie dan ook, zoals mijnbouw. In Suriname heerst namelijk nog het systeem van grondhuur.
Om alle bovenstaande doelen te verwezenlijken dient de Overheid de Inheemsen ook daadwerkelijk als volk te erkennen om de marginale positie van de Inheemse bevolking te verbeteren.

## Aangesloten dorpen
De hoofden van de volgende dorpen zijn aangesloten bij de Vids:
| District   | dorp              | volken             |
| ---------- | ----------------- | ------------------ |
| Para       | Bernharddorp      | Arowakken/Karaïben |
| Para       | Witsanti          | Arowakken/Karaïben |
| Para       | Cabendadorp       | Karaïben           |
| Para       | Hollandse Kamp    | Arowakken          |
| Para       | Matta             | Arowakken          |
| Para       | Pikin Saron       | Karaïben           |
| Para       | Bigi Poika        | Karaïben           |
| Para       | Cassipora         | Arowakken          |
| Para       | Redidoti          | Arowakken/Karaïben |
| Para       | Powakka           | Arowakken          |
| Para       | Philipusdorp      | Arowakken          |
| Para       | Pierrekondre      | Karaïben           |
| Para       | Sapendé           | Arowakken          |
| Para       | Tibitibrug        | Karaïben           |
| Wanica     | Pikin Poika       | Karaïben           |
| Commewijne | Copi              | Arowakken          |
| Nickerie   | Cupido            | Arowakken          |
| Nickerie   | Post Utrecht      | Arowakken          |
| Nickerie   | Tapoeripa         | Arowakken          |
| Saramacca  | Kalebaskreek      | Karaïben           |
| Saramacca  | Grankreek         | Arowakken          |
| Saramacca  | Columbia          | Karaïben           |
| Saramacca  | Maho              | Karaïben           |
| Marowijne  | Christiaankondre  | Karaïben           |
| Marowijne  | Langamankondre    | Karaïben           |
| Marowijne  | Erowarte          | Karaïben           |
| Marowijne  | Tapoekoe          | Karaïben           |
| Marowijne  | Pierrekondre      | Karaïben           |
| Marowijne  | Marijkedorp       | Arowakken          |
| Marowijne  | Bigiston          | Karaïben           |
| Marowijne  | Alfonsdorp        | Arowakken          |
| Marowijne  | Calbo             | Karaïben           |
| Sipaliwini | Washabo           | Arowakken          |
| Sipaliwini | Section           | Arowakken          |
| Sipaliwini | Apoera            | Arowakken          |
| Sipaliwini | Donderskamp       | Karaïben           |
| Sipaliwini | Corneliskondre    | Karaïben           |
| Sipaliwini | Wanapan           | Trio               |
| Sipaliwini | Kwamalasamoetoe   | Trio               |
| Sipaliwini | Tepoe             | Trio               |
| Sipaliwini | Apetina           | Wayana             |
| Sipaliwini | Kawemhakan        | Wayana             |
| Sipaliwini | Koemakapan        | Wayana             |
| Sipaliwini | Lensidede         | Wayana             |
| Sipaliwini | Paloemeu          | Trio/Wayana        |
| Sipaliwini | Sipaliwinisavanne | Trio               |
| Sipaliwini | Vier Gebroeders   | Trio               |
| Sipaliwini | Alalapadoe        | Trio               |
| Sipaliwini | Coeroeni          | Trio               |
| Sipaliwini | Amatopo           | Trio               |
| Sipaliwini | Kasjoe-eiland     | Trio               |
| Sipaliwini | Lucie             | Trio               |